# タイガード (オレゴン州)
タイガード（英: Tigard、[ˈtaɪɡərd]）は、アメリカ合衆国オレゴン州ワシントン郡にある都市。人口は5万4539人（2020年）。北部でビーバートン、南部でテュアラティンに接し、ポートランド都市圏の一部を形成する。
州間高速道路5号線とオレゴン州道217号線の2つの高速道路が市内を貫いているほか、オレゴン州道99号西線、オレゴン州道210号線も主要な幹線道路として機能している。鉄道ではTriMetが運営するウェストサイド・エキスプレス・サービスが市内を走っている。

## 歴史

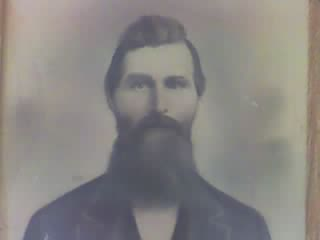
ウィルソン・タイガード

ウィラメット渓谷の多くの都市と同じように、タイガードの共同体も数世帯の家族が移り住んできたことによって成立した。なかでも重要なのがタイガード家であり、ウィルソン・M・タイガードがその主だった。1852年、まだ「イーストビュート」と呼ばれるこの地域に移住してきたタイガード家は、イーストビュート学校、一軒の商店（後に地域の郵便局となる）、集会所の創設に関わるようになり、1886年にはイーストビュートを「タイガードビル」に改称した。1886年、福音派だった彼らの組織は、タイガードの商店の南にあるブル山のふもとにエマニュエル福音教会を建てた。鍛冶屋が1890年代にジョン・ガードによって商店の向かいで始められた。1896年には、ドイツ人の入植が活発になったことを受けて、新しい学校が創設された。
1907年から1910年にかけて、タイガードは急成長を記録する。メインストリートでは建設ラッシュが起こり、いくつかの商業施設のほか、ジャーマニア・ホール（2階建ての建物で、レストラン、雑貨屋、ダンスホール、貸し部屋が収められていた）、商店兼郵便局、貸馬屋が新たに建てられた。わずかではあったが電話サービスも1908年に始まった。
1910年、オレゴン電気鉄道がタイガードまで伸びると、メインストリートはさらに発展する。小さな農村に過ぎなかったタイガードビルが成長期を迎え、これが1961年の市制施行に繋がった。「タイガード」に名称が変更されたのは1907年のことであり、改称は鉄道会社がタイガードビルと近くのウィルソンビルの混同を防ぐための配慮から行われた。タイガードは鉄道駅がある北東部に向かって発展していった。
1911年になるとタイガードの町に電気が通った。テュアラティンバレー・エレクトリック社がタイガードとシャーウッド、そしてテュアラティンを電線で結んだのである。ウィリアム・アリスは1912年、鍛冶屋をメインストリートで始めたが、これが後に電気製品の修理や部品の供給などを行うサービスステーションとして発展した。1930年代になるとメインストリートがそうやく舗装化され、成長に応えて新しい学校がまた創設された。
1994年、タイガード市は所有権を巡る問題で訴えられ（ドラン対タイガード市裁判）、ランドマークとなった連邦最高裁判所による判決でタイガードの敗訴が確定した。この判例によって、地方自治体が土地利用において所有者の許可を求めるときに適用される"rough proportionality"テストが確立し、後に全米で適用されることとなった。
2004年の住民投票において、タイガード市は西部にある高台のブルマウンテン非法人地域を併合することが決定した。しかし、ブルマウンテンの住民の反対運動が起こり、現在係争中となっている。

## 政治

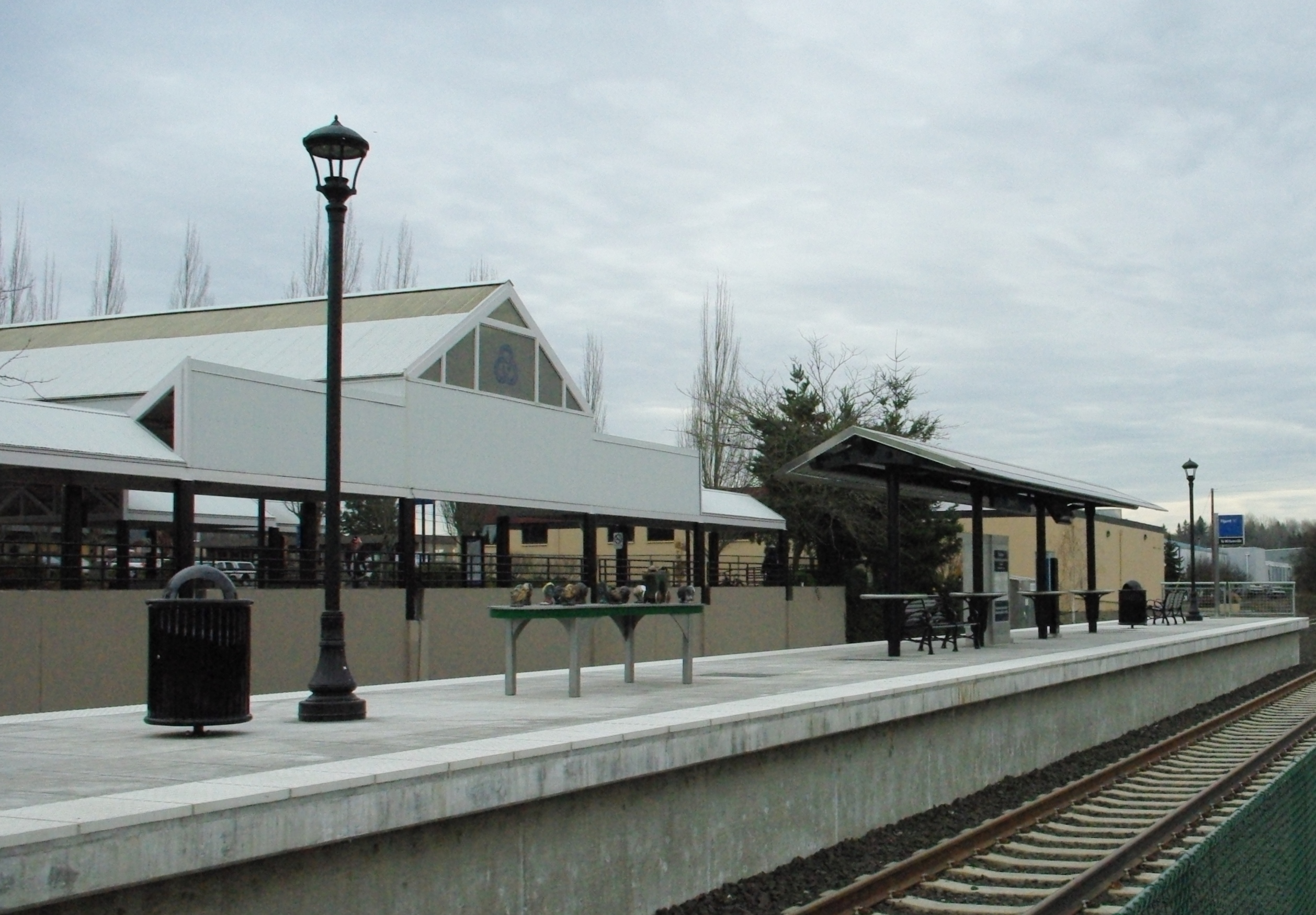
中心街にあるウェストサイド・エキスプレス・サービス（WES）のタイガード・トラジットセンター駅

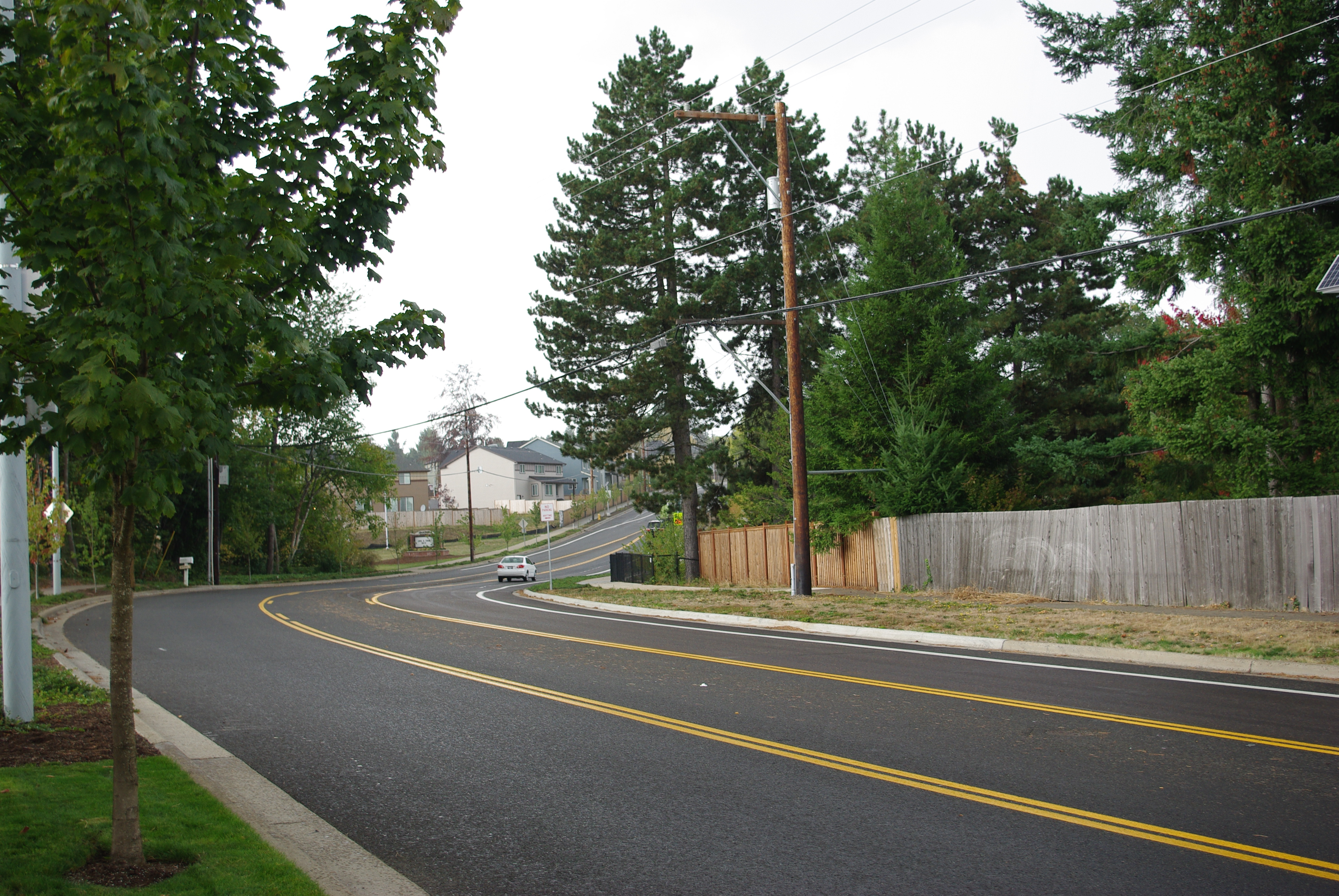
タイガードにあるブルマウンテン・ロード

### 歴代市長
- 1974-1984: ウィルバー・ビショップ
- 1984: ケン・シェクラ
- 1984-1986: ジョン・クック
- 1987-1988: トム・ブライアン
- 1989-1994: ジェラルド・エドワーズ
- 1994: ジャック・シュワブ
- 1994-2000: ジム・ニコライ
- 2001-2003: ジム・グリフィス
- 2003- : クレッグ・ダークセン

## 地理
アメリカ合衆国国勢調査局の発表によれば、市の総面積は28 km2（10.9 mi2）であり、そのうち28 km2（10.9 mi2）が陸地、極僅かとなる0.09%が水域である。

## 人口統計
タイガード市の北部（マクドナルド通りより北）は、メッツガーやブルマウンテンの一部とともに97223のZIPコードを使用している。一方、タイガード市南部では、近郊のキングシティやダーラムとともに97224を使用している。これら2つのZIPコード宛の郵便物はいずれもポートランドでプロセスされる。メインストリートにあるタイガード郵便局のZIPコードは97281であり、この郵便局にのみ割り当てられているコードである。また、タイガードは503/971の市外局番が適用される地域に属する。

### 2000年度国勢調査
2000年の国勢調査では、市の人口は41,223人で、16,507世帯、10,746家族が暮らしていた。人口密度は3,795.3/mi2（1,465.6/km2）だった。1,599.1/sq mi（617.5/km²）の平均密度に17,369軒の住宅が建っている。人種構成は、白人85.38%、アジア系5.57%、アフリカン・アメリカン1.14%、先住民0.61%、太平洋諸島系0.53%、その他の人種3.76%、および混血3.00%である。人口の8.94%はヒスパニックまたはラテン系だった。先祖構成はイングランド系17.5%、ドイツ系17.1%、アメリカ系14.3%、アイルランド系9.0%である。
16,507世帯のうち、33.5%が18歳未満の子供と一緒に生活しており、52.0%は夫婦で生活している。9.2%は未婚の女性または寡婦が世帯主であり、34.9%は結婚していない。26.7%は1人以上の独身の居住者が住んでおり、7.8%は65歳以上で独身である。1世帯の平均人数は2.48人であり、結婚している家庭の場合は、3.03人である。
市内の住民は25.5%が18歳未満の未成年、18歳以上24歳以下が9.0%、25歳以上44歳以下が34.1%、45歳以上64歳以下が21.4%、および65歳以上が10.0%にわたっている。中央値年齢は34歳である。女性100人ごとに対して男性は96.0人である。18歳以上の女性100人ごとに対して男性は92.8人である。
この都市の世帯ごとの平均的な収入は51,581米ドルであり、家族ごとの平均的な収入は61,656米ドルである。男性は44,597米ドルに対して女性は31,351米ドルの平均的な収入がある。この地域の一人当たりの収入 (per capita income) は25,110米ドルである。人口の6.6%および家族の5.0%の収入は貧困線以下である。全人口のうち18歳未満の7.8%および65歳以上の3.6%は貧困線以下の生活を送っている。

## 地区

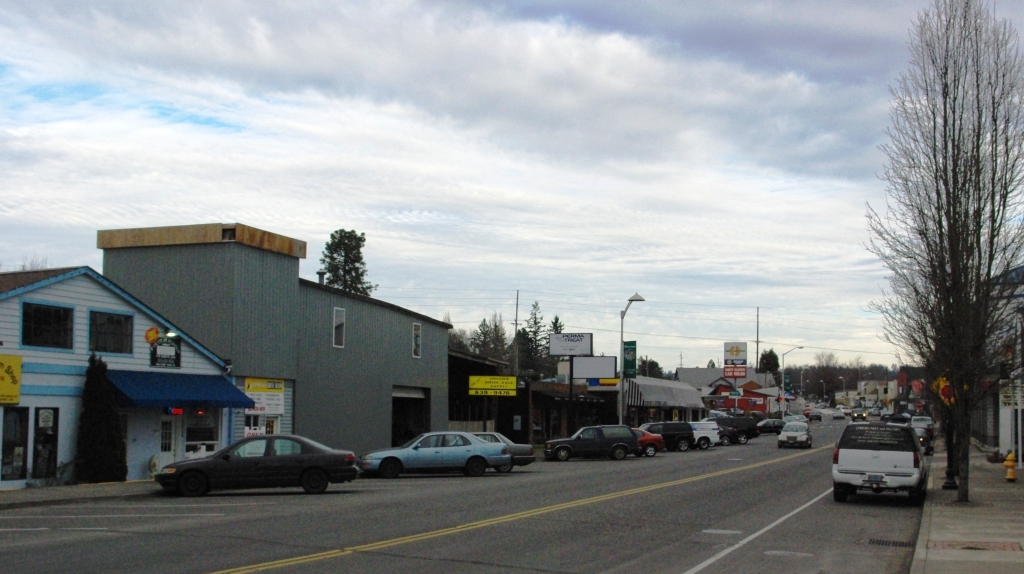
タイガードのメインストリート

タイガードの公式に13の地区に分けられている。それぞれ1から13の地区番号が割り当てられているが、一部の地区では日常的に番号を用いず、伝統的な地名を非公式に採用している。
具体的には次のとおりである。まず、地区1は特定の名称を持たない。地区2はサマーレイク公園に因んでサマーレイクと呼ばれる。地区3あたりの地域は、歴史的にグリーンバーグと呼ばれてきた。地区4はノースタイガードと呼ばれることもあるが、より一般的にはメッツガーと呼ばれる（もっともメッツガー地域の大半はワシントン郡に属する非法人地域である）。地区5はタイガードトライアングルと呼ばれ、オレゴン州道99号西線、オレゴン州道217号線、州間高速道路5号線に囲まれていることからこの名が付いた。地区6には、ダウンタウン・タイガードや市役所がある。タイガードの中心街の再開発計画が長期的に進められているが、その焦点となるのがこの地区である。地区7はボニータ通りやボニータ公園があることから、ボニータと呼ばれることがある。地区8はサウスビューと呼ばれ、ブル山から州道99号西線を挟んだところにあるリトルビュート山の上に位置していることからこの名前が付いている。地区9はクックパークと呼ばれ、市内最大の公園がここにある。また、タイガード高等学校もここにある。地区10はセントラルタイガードと呼ばれ、旧ダウンタウンの所在地として現在は州道99号西線沿いにモールが建っている。地区11は特定の名称なし。地区12はイーストブルマウンテンの編入済み地域である。地区13はブル山北西の傾斜地であり、ウェストタイガードと呼ばれる。

## 観光名所

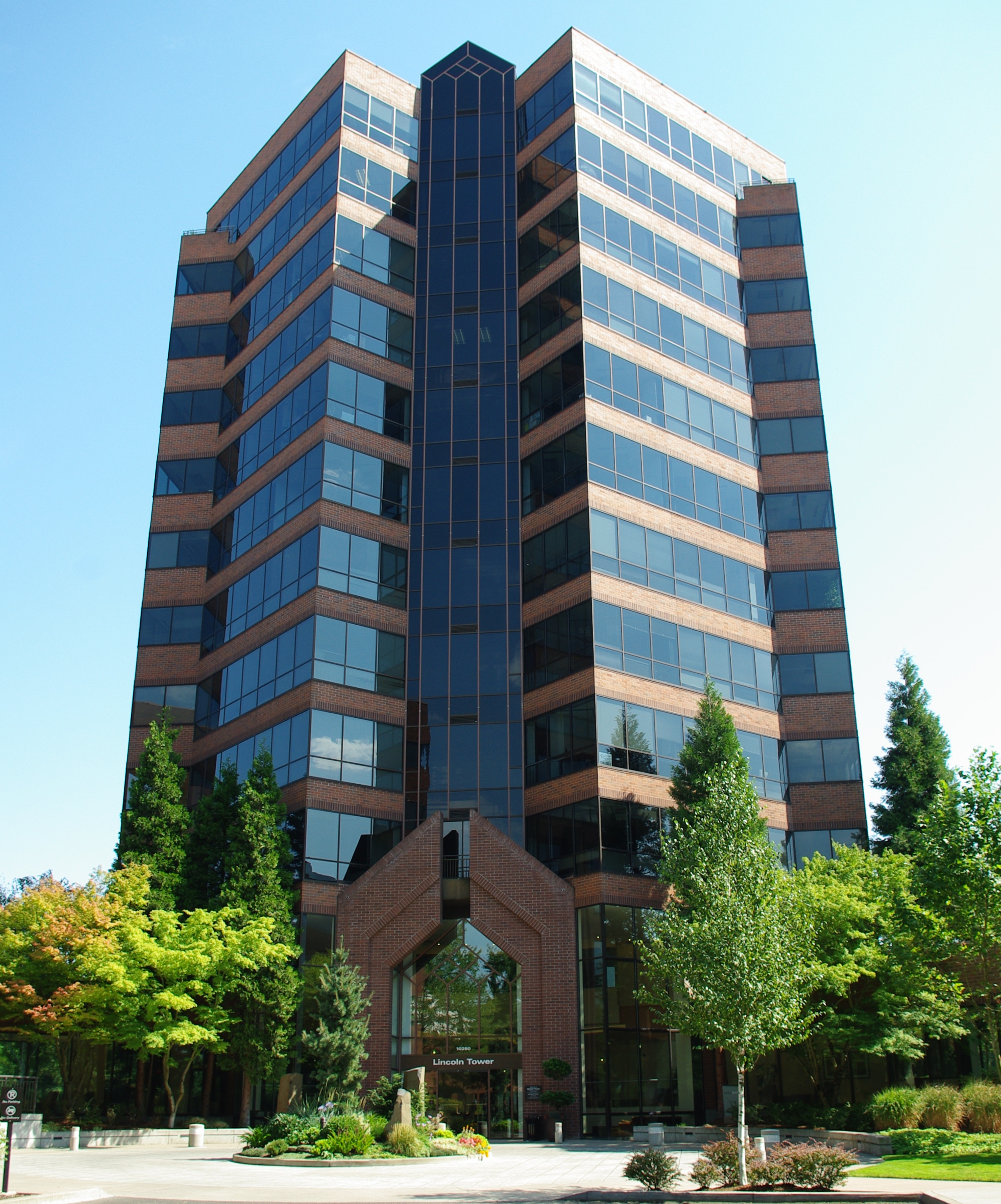
リンカーンセンターにあるリンカーンタワー

1880年にウィルソン・M・タイガードの息子がSWパシフィック・ハイウェイとSWガード通りの角に建てたジョン・タイガード邸がある。この建物は1970年代に解体の危機に晒されたが、タイガード地域歴史保全教会の尽力により保護された。1979年に国家歴史登録財に登録され、現在はSWカンタベリー・レーンとSW103番通りの角に所在している。
毎夏のポートランド・ローズ・フェスティバルの間、タイガード気球フェスティバルがタイガード高校近くのクック公園で開催される。
市内で最も高い建築物はリンカーンセンターにある12階建てのリンカーンタワーである。この建物は市内だけでなく、ワシントン郡全体を含めても最も高い。

## 教育
タイガード市のほとんど地域は、タイガード＝テュアラティン公立学区の管轄である。北西部の一部の地域は、ビーバートン公立学区が管轄している。タイガード＝テュアラティン公立学区には小学校が10校、中学校が3校、高校が2校ある。タイガードには、タイガード高等学校、ファウラー中学校、トワリティ中学校、アルバータライダー小学校、CFタイガード小学校、ダーラム小学校、メアリーウッドワード小学校、テンプルトン小学校がある。

## 著名な居住経験者
- マーガレット・ベチャード - 作家
- サミー・カールソン - フリースタイルのスキー選手
- ケビン・ダックワース - 元プロ野球選手
- キャサリン・ダン - 作家
- マイク・エリクソン - 実業家、政治家
- ラリー・ガリツィオ - 政治家
- マイク・キンケード - プロ野球選手
- オーウェン・マレチック - スタンフォード大学のアメリカンフットボールのスター選手
- ケイトリン・オルソン - 女優